# فرانك كاميني
فرانكلين إدوارد كاميني (بالإنجليزية: Frank Kameny)‏ (وُلد بتاريخ 21 مايو / أيار 1925 وتوفي في 11 أكتوبر / تشرين الأول عام 2011) كان ناشطًا أمريكيًا في مجال حقوق المثليين. وقد وُصف بأنه أحد أهم الشخصيات في حركة الدفاع عن حقوق المثليين الأمريكيين.
طُرد كاميني في عام 1957 من منصبه كعالم فلك في خدمات خرائط الجيش الأمريكي في واشنطن العاصمة بسبب شذوذه الجنسي، مما دفعه للبدء في صراع مع المؤسسة الأمريكية كان من شأنه أن «يؤسس لفترة جديدة من التحرر في حركة الحقوق الجنسية المثلية في أوائل الستينيات».
ناشد كاميني رسمياً لجنة الخدمة المدنية الأمريكية لتنظر في سبب طرده بسبب شذوذه الجنسي. وعلى الرغم من عدم نجاحها، إلا أن الإجراء كان ملحوظًا باعتباره أول مطالبة معروفة بالحقوق المدنية فيما يخص الميول الجنسية في محكمة أمريكية.

## بداية حياته وطرده من الخدمة
ولد كاميني لأبوين يهوديين من اليهود الأشكناز في مدينة نيويورك. التحق بمدرسة ريتشموند هيل الثانوية وتخرَّج منها في عام 1941. التحق كاميني في عام 1941 (في سن 16) بكلية كوينز لتعلم الفيزياء وفي سن السابعة عشر أخبر والديه أنه ملحد. تم تجنيده في جيش الولايات المتحدة الأمريكية قبل الانتهاء من دراسته. خدم في الجيش طوال الحرب العالمية الثانية في أوروبا، وخدم 20 عامًا بعد ذلك في وكالة الخدمة الخاصة. عاد إلى كلية كوينز بعد مغادرة الجيش وتخرج بشهادة في الفيزياء في عام 1948. ثم التحق كاميني بجامعة هارفارد، ورفض أثناء تدريسه في جامعة هارفارد التوقيع على قسَم الولاء دون إرفاق الشروحات، وأظهر بعض الشكوك حول الأصولية المنتشرة. تخرج حاصلا على درجة الماجستير (عام 1949) والدكتوراه (عام 1956) في علم الفلك. كانت أطروحته لنيل شهادة الدكتوراه بعنوان (دراسة كهروضوئية لبعض نجوم الثور المتغيرة والنجوم المتغيرة شبه المنتظمة) وتمت الدراسة تحت إشراف العالمة سيسيليا باين.
تم اعتقاله من قبل ضباط شرطة يرتدون ثياب مدنية في محطة الحافلات في سان فرانسيسكو بينما كان في رحلة العودة من توكسون عندما أنهى بحثه عن أطروحة الدكتوراه بعد أن اقترب منه شخص غريب وتلمسه. ووعدوه بأنه سيتم حذف سجله الجنائي بعد قضاء فترة مراقبة لمدة ثلاث سنوات، مما يزيل مخاوفه بشأن إيجاد فرص عمل ويبعده عن أي محاولة لدحض التهم.
درس كاميني بعد الانتقال إلى واشنطن العاصمة لمدة عام في قسم علم الفلك بجامعة جورج تاون وتم تعيينه في يوليو / تموز عام 1957 من قبل خدمات خرائط الجيش الأمريكي. قام مديروه باستجوابه عندما علموا بأمر اعتقاله في سان فرانسيسكو، لكنه رفض تقديم معلومات حول ميوله الجنسية. طرد كاميني من قبل اللجنة بعد فترة وجيزة. ومُنع في يناير / كانون الثاني عام 1958 من العمل في الحكومة الفيدرالية مستقبلًا. حيث كتب عنه دوغلاس شاند توتشي لاحقًا:
«كان كاميني أكثر الرجال التزاما، حيث ركز على عمله في جامعة هارفارد وجورج تاون بشكل تام ... وبالتالي كنا مصدومين جدا عندما اصابه نفس المصير الذي أصاب بريسكوت تاونسيند في عام 1918 ...حيث تم القبض عليه وطرده في وقت لاحق».
طعن كاميني في قرار طرده من خلال النظام القضائي، وخسر المحاكمة مرتين قبل طلبه مراجعة القضية من المحكمة العليا في الولايات المتحدة، والتي رفضت طلبه للحصول على الشهادة. لم يعمل كاميني في وظيفة مدفوعة الأجر مرة أخرى بعد تكريس نفسه للنشاط وكانت تتم رعايته من الأصدقاء والعائلة لبقية حياته. وعلى الرغم من نشاطه المعلن فهو نادراً ما تكلم عن حياته الشخصية ولم يكن له أي علاقات طويلة الأمد مع رجال آخرين، وذكر فقط أنه لم يملك أي وقت لهم. قال: «إذا كنت لا أتفق مع شخص ما سأعطيه فرصة لإقناعي بأنه على حق. وإذا فشل، فأنا على حق وهم مخطئون وسأضطر إلى نقاشهم حتى يتغيروا».
تجنب كاميني التسميات العرقية التقليدية. حيث كان يذكر أنه إنسان طوال حياته.

## نشاطه في المطالبة بحقوق المثليين
بدأ كاميني وجاك نيكولز الذي شارك في تأسيس فرع جمعية ماتاشين في واشنطن العاصمة في عام 1961 بعضًا من الاحتجاجات العامة الأولى للمثليين والمثليات أمام البيت الأبيض في 17 أبريل / نيسان عام 1965. امتد الاعتصام ليشمل الأمم المتحدة والبنتاغون ولجنة الخدمة المدنية بالولايات المتحدة الأمريكية وقاعة الاستقلال بفيلادلفيا جراء تحالف مع جمعية ماتاشين في نيويورك وبنات بيليتيس، وأصبح يعرف لاحقًا باليوم السنوي لحقوق المثليين. كما كتب كاميني رسالة إلى الرئيس كينيدي يطلب منه تغيير القوانين المتعلقة بمثليي الجنس الذين يتم طردهم من الحكومة.
أطلقت كاميني وجمعية ماتاشين في عام 1963 حملة لتغيير قوانين المثلية في العاصمة. قام شخصيا بصياغة مشروع قانون أُقرّ في عام 1993. كما عمل على إزالة تصنيف الشذوذ الجنسي كاضطراب عقلي من الدليل التشخيصي والإحصائي للجمعية الأمريكية للطب النفسي والاضطرابات العقلية.

### 1970 إلى 2000
أصبح كاميني في عام 1971 أول مرشح مثلي الجنس بشكل معلن للكونجرس الأمريكي عندما خاض الانتخابات الأولى في مقاطعة كولومبيا لمنصب مندوب كونغرس غير مصوت. أنشأ كاميني بعد هزيمته من قبل الديموقراطي والتر فونتري حملة تحالف المثليين والمثليات في واشنطن العاصمة، وهي منظمة استمرت بالضغط على الحكومة والضغط من أجل المساواة في الحقوق. أقنع كاميني وباربرا غاتينغز الجمعية الأمريكية للطب النفسي في عام 1972 بإجراء نقاش بعنوان (الطب النفسي: صديق أم عدو للمثليين جنسياً؟) في اجتماعهم السنوي في دالاس. وذكر الدكتور جون فراير (وهو طبيب نفسي مثلي الجنس) في هذا النقاش كيف أثر إدراج الشذوذ الجنسي كمرض عقلي في دليل التشخيص والإحصاء للاضطرابات العقلية التابع للجمعية البرلمانية الآسيوية (DSM) على حياة الأطباء النفسيين مثليي الجنس ومثليي الجنس الآخرين. تعرف كاميني على العديد من الأطباء النفسيين المثليين، لكن فراير كان الوحيد الذي وافق على التحدث علنًا، وحتى هو كان يتحدث تحت اسم مستعار خوفًا من فقدان منصبه في جامعة تيمبل. أزالت الجمعية البرلمانية الآسيوية الشذوذ الجنسي من دليل التشخيص والإحصاء للاضطرابات العقلية في العام التالي. وصف كاميني ذلك اليوم (15 ديسمبر / كانون الأول عام 1973): «اليوم قد شفينا بشكل جماعي من قبل الأطباء النفسيين».
ذكر الكاتب راندي شيلتس في كتابه (سلوك غير لائق: المثليون والمثليات جنسيا في الجيش الأمريكي) عمل كاميني في تقديمه المشورة للعديد من الموظفين في محاولاتهم لإعادة صورتهم المشرفة بعد اكتشاف مثليتهم الجنسية.
أنهى في عام 1975 بحثه الطويل عن أحد الموظفين المثليين الذي يملك سجلًا مهنيًا ممتازًا ليطلق تحدٍ على ممارسات حظر الجيش للمثليين جنسياً، وقد حظي بدعم ليونارد ماتلوفيتش وهو رقيب فني في سلاح الجو الأمريكي يملك 11 عامًا من الخدمة بسجل لا تشوبه شائبة ونجمة برونزية والذي صرح عن شذوذه للضابط المسؤول عنه في 6 مارس / آذار عام 1975. وكان ماتلوفيتش قد سمع عن نية كاميني في إجراء مقابلة في مجلة التايم التابعة لسلاح الجو. تحدثا بداية عبر الهاتف ثم التقيا في النهاية، وخططا بالتعاون مع محامي اتحاد الحريات المدنية ديفيد أدلستون لتحدي القوانين في ذلك الحين. توترت علاقتهما بعد مقابلة ماتلوفيتش مع مجلة نيويورك تايمز، حيث شعر كاميني أن ماتلوفيتش مثّل مجتمع المثليين بشكل سلبي عندما قال أنّه كان يفضل أن يكون مغايرًا جنسيًا.

## روابط خارجية
- فرانك كاميني على موقع IMDb (الإنجليزية)